# Xã South Fork, Quận Audrain, Missouri
Xã South Fork (tiếng Anh: South Fork Township) là một xã thuộc quận Audrain, tiểu bang Missouri, Hoa Kỳ. Năm 2010, dân số của xã này là 5.431 người.